# Diplocephalus pseudocrassilobus
Espèce
Diplocephalus pseudocrassilobus est une espèce d'araignées aranéomorphes de la famille des Linyphiidae.

## Distribution
Cette espèce est endémique de Crimée en Ukraine,.

## Description
Le mâle holotype mesure 1,74 mm et la femelle paratype 2,23 mm.

## Publication originale
- Gnelitsa, 2006 : A new species of the genus Diplocephalus Bertkau, 1883 (Aranei: Linyphiidae) from the Crimea. Arthropoda Selecta, vol. 14, no 4, p. 373-376 (texte intégral).